# 6236 Mallard
6236 Mallard eller 1988 WF är en asteroid i huvudbältet som upptäcktes den 29 november 1988 av Nihondaira-observatoriet i Japan. Den är uppkallad efter det brittiska ångloket Mallard.
Asteroiden har en diameter på ungefär 13 kilometer och den tillhör asteroidgruppen Themis.